# Galaxy Zoo
Galaxy Zoo (Sterrenstelseldierentuin in het Nederlands) is een Engelstalig online sterrenkunde burgerwetenschapsproject dat vrijwilligers uitnodigt om sterrenstelsels te helpen classificeren. Het project werd geïnspireerd door Stardust@home, waar vrijwilligers werd gevraagd om NASA beelden van een ruimtesonde te onderzoeken op inslagen van kosmisch stof. De Galaxy Zoo site is een samenwerking tussen de Universiteit van Oxford, de Universiteit van Portsmouth, de Johns Hopkins University, en Fingerprint Digital Media in Belfast, Noord-Ierland.

## Doel
Vrijwilligers van Galaxy Zoo bekijken beelden van sterrenstelsels, om te beoordelen of deze sterrenstelsels elliptisch of spiraalvormig zijn. Als de sterrenstelsels spiraalvormig zijn, kiezen de vrijwilligers of ze links of rechts draaien. De beelden werden automatisch genomen met de camera van de telescoop van de Sloan Digital Sky Survey (SDSS) in de Verenigde Staten.
Sterrenkundigen hopen dat de SDSS informatie kan geven over hoe diverse sterrenstels verdeeld zijn, en dat deze informatie kan laten zien of huidige modellen van sterrenstels juist zijn.
Theoretische sterrenkundigen denken dat spiraalvormige sterrenstelsels kunnen samenkomen en dan elliptisch kunnen worden, en ook dat elliptische sterrenstels spiraalvormig kunnen worden als zij meer gas of sterren krijgen. Professor Michael Longo van de Universiteit van Michigan zei dat de rotatie van spiraalvormige sterrenstelsels niet willekeurig is. Als dat waar is, moeten sterrenkundigen hun theorieën over kosmologie heroverwegen. De hypothese van Professor Longo is gebaseerd op een onderzoek van 1660 sterrenstelsels; er is echter een groter monster nodig om deze theorie te bevestigen.

## Belang van vrijwilligers
Computerprogramma’s kunnen de sterrenstelsels niet betrouwbaar classificeren, iets wat mensen echter gemakkelijk kunnen. Het classificeren van sterrenstelsels zou jaren in beslag nemen als er enkel een paar astronomen mee bezig zouden zijn; maar met 10.000 of 20.000 vrijwilligers kan het werk in een maand af zijn.
Kennis van astronomie is niet vereist. In de handleiding op de site zien vrijwilligers sterrenstelsels en doen ze een gok over welk soort sterrenstelsel het is. Het leerprogramma laat dan het juiste antwoord zien. Sterren en staarten van satellieten worden ook getoond. Vrijwilligers doen vervolgens een test met verschillende beelden van sterrenstelsels. Mensen die slagen op de test, kunnen alle sterrenstelsels classificeren.

## Vooruitgang
Op 2 augustus 2007 gaf “Galaxy Zoo” zijn eerste bulletin uit. De bulletin vermeldde dat 80.000 vrijwilligers meer dan 10 miljoen beelden van sterrenstelsels hebben geclassificeerd. Hiermee heeft men de oorspronkelijk doelstellingen van het project bereikt. Het nieuwe doel is om elk sterrenstelsel door 20 gebruikers te laten classificeren.